# Umm Dabaghiyah-Sottocultuur
De Umm Dabaghiyah-Sottocultuur, ook Proto-Hassunacultuur, is een archeologische cultuur uit het keramisch neolithicum in het noorden van Mesopotamië. De cultuur is vernoemd naar de belangrijke vondstplaatsen Umm Dabaghiyah en Tell Sotto in het huidige Irak. De Umm Dabaghiyahcultuur wordt beschouwd als een directe voorloper van de Hassunacultuur. 
Sinds de opgravingen in de Jazira begin jaren zeventig door Diana Kirkbride (Umm Dabaghiyah) en Nikolai O. Bader (Tell Sotto) zijn er steeds meer sites ontsloten waarvan de karakteristieke kenmerken een uniforme culturele groep onthullen die al bestond in de eeuwen voor de verschijning van het Hassuna-aardewerk in de noordelijke Mesopotamische vlakte. 

## Datering
Tot nu toe zijn er geen radiokoolstofdateringen voor Umm Dabaghiyah en Sotto. Vanwege het gebrek aan betrouwbare radiokoolstofgegevens is een exacte datering van de cultuur moeilijk en berust grotendeels op vergelijkingen. Een vroege bouwfase op Tell 2 in Telul eth-Thala is bijvoorbeeld geïdentificeerd met de Umm Dabaghiyahcultuur en gedateerd op 5.850 ± 80 v.Chr. (4150 ± 80 H.E.) Er zijn ook C14-dateringen beschikbaar voor een laag van de nederzettingsheuvel Kashkashok II die een periode beslaat van 5.930-5.540 v.Chr. (4070-4460 H.E.) en een ruw tijdsbestek geeft voor de Proto-Hassuna-waren die daarin zijn aangetroffen. De voortdurende ontwikkeling van het aardewerk is daar echter goed terug te vinden: de vondsten uit lagen 1-6 vertonen sterke parallellen met Umm Dabaghiyah, terwijl het aardewerk van lagen 7-8 een opvallende gelijkenis vertoont met archaïsch Hassuna-aardewerk en dus al de eerste fase van de daaropvolgende cultuur in Noord-Mesopotamië documenteerde. Deze aanwijzingen geven op zijn minst ruwe indicaties van een tijdspanne van ongeveer 6.000-5.750 v.Chr. 

## Verspreidingsgebied en belangrijke sites
Terwijl vroegere culturen zich voornamelijk vestigden in de heuvelachtige streken die het noorden van Mesopotamië in de vorm van een halve maan omsluiten, ontstonden er nu steeds meer nederzettingen in de vruchtbare vlakten van de Eufraat en de Tigris. De materiële erfenissen van deze gemeenschappen strekken zich uit over een groot deel van de Jazira, van de uitlopers van het Zagrosgebergte in het oosten tot de oevers van de Khabur in het westen. De focus ligt echter op het bovenste Tigris-gebied ten zuiden van de Jabal Sinjar in de Mosoel-regio. Umm Dabaghiyah, ongeveer 26 km ten westen van Hatra, is de meest zuidelijke van deze locaties en vormde een soort buitenpost voor jachtdoeleinden. Sotto ligt 2 km ten westen van de archeologische vindplaats Yarim Tepe aan de noordelijke rand van de Boven-Mesopotamische vlakte, in de onmiddellijke nabijheid van de vindplaatsen Kul Tepe in het westen en Telul eth-Thalathat in het oosten, ongeveer 40 km verderop. In het noordoosten van Syrië bevinden zich de locaties Kashkashok II en Khazna II nabij al-Hasakah aan de Khabur. De oostelijke grens markeert Gird Ali Agha aan de Grote Zab. 

## Materiële karakterisering
Enkele oudere sites zoals Jarmo of Maghzaliya toonden al kennis van de productie van aardewerk en worden beschouwd als klassieke vertegenwoordigers van het keramisch neolithicum vóór de Umm Dabaghiyahcultuur, maar deze bereikten niet de diversiteit van de laatste. Vanaf ongeveer 6.000 v.Chr. was er niet alleen een meer wijdverbreid gebruik van aardewerk in Noord-Mesopotamië, er waren ook grotere overeenkomsten tussen de vondsten van de individuele nederzettingen.

### Aardewerk
Het aardewerk is overwegend eenvoudig van opzet, met dikke, plantaardig gemagerde wanden en op lage temperatuur gestookt. De ruwe vormen werden met de hand opgebouwd, aangezien het pottenbakkerswiel nog niet was uitgevonden. Naast deze grove waren werd ook keramiek van fijner materiaal gevonden, dat mogelijk geïmporteerd was. Hoewel de overgrote meerderheid van de gevonden vaten onversierd is, zijn er ook enkele met oker beschilderde exemplaren, terwijl andere gepolijst of gekerfd zijn. Eenvoudige motieven domineren, zoals stippen, cirkels, haken, driehoeken of visgraatpatronen, meestal onder de vaatranden aangebracht. Schalen met gegroefde bodems, die waarschijnlijk werden gebruikt om peulvruchten te schillen, werden ook onder het Hassuna-aardewerk gevonden. Opmerkelijk zijn de fijn gemodelleerde, praktisch vormgegeven decoratieve elementen, die bijvoorbeeld menselijke ogen en oren, dierenkoppen, slangen, antropomorfe figuren of maansikkels voorstellen. Voorbeelden zijn ronde of ovale vatvormen, eenvoudige potten, schalen en schalen, maar ook dubbelconische bakken met een hoogte tot 50 cm. 

### Stenen werktuigen en kleine vondsten
Ook de vervaardiging van alledaagse gebruiksvoorwerpen van steen behoorde nog tot het algemene beeld. Gereedschappen voor schrapen, snijden en boren werden gemaakt van lokaal beschikbare vuursteen, en obsidiaan werd - meestal afgewerkt - geïmporteerd uit het Vanmeer of Göllü Dağ uit Anatolië. Met uitzondering van Umm Dabaghiyah was er een overwicht van sikkelbladen en gewone afslagen. Bijlen, platte bijlen, dissels en stekers werden b.v. van marmer en basalt gemaakt. Op de meeste locaties werden kleine aantallen meestal gesteelde projectielpunten aangetroffen. Gepolijste vaten van zacht gesteente zoals albast of gemarmerde kalksteen zijn ook opgegraven, evenals zorgvuldig gevormde producten van hard gesteente. Ook slijpstenen en knotskoppen zijn gevonden. Gips werd gebruikt voor het bepleisteren van gebouwen, maar ook voor het boetseren, het bekleden van manden of het maken van eenvoudige kommen.
Tot de bijzondere vondsten behoren vrouwenbeeldjes van klei, waarvan sommige zijn beschilderd of met snijwerk versierd. Slingerprojectielen zijn ook in grote aantallen opgegraven: in Umm Dabaghiyah werd bijvoorbeeld een arsenaal gevonden met meer dan 2.400 gebakken kleiballen met een diameter tot 15 cm. Weefgewichten van gips, spintollen en priemen van klei en naalden van been getuigen van textiel- en leerverwerking. Kralen voor armbanden en kettingen werden gemaakt van verschillende mineralen, en zeldzame vondsten van koper documenteren het eerste metallurgische werk in het noorden van Mesopotamië.

## Nederzettingen en economie

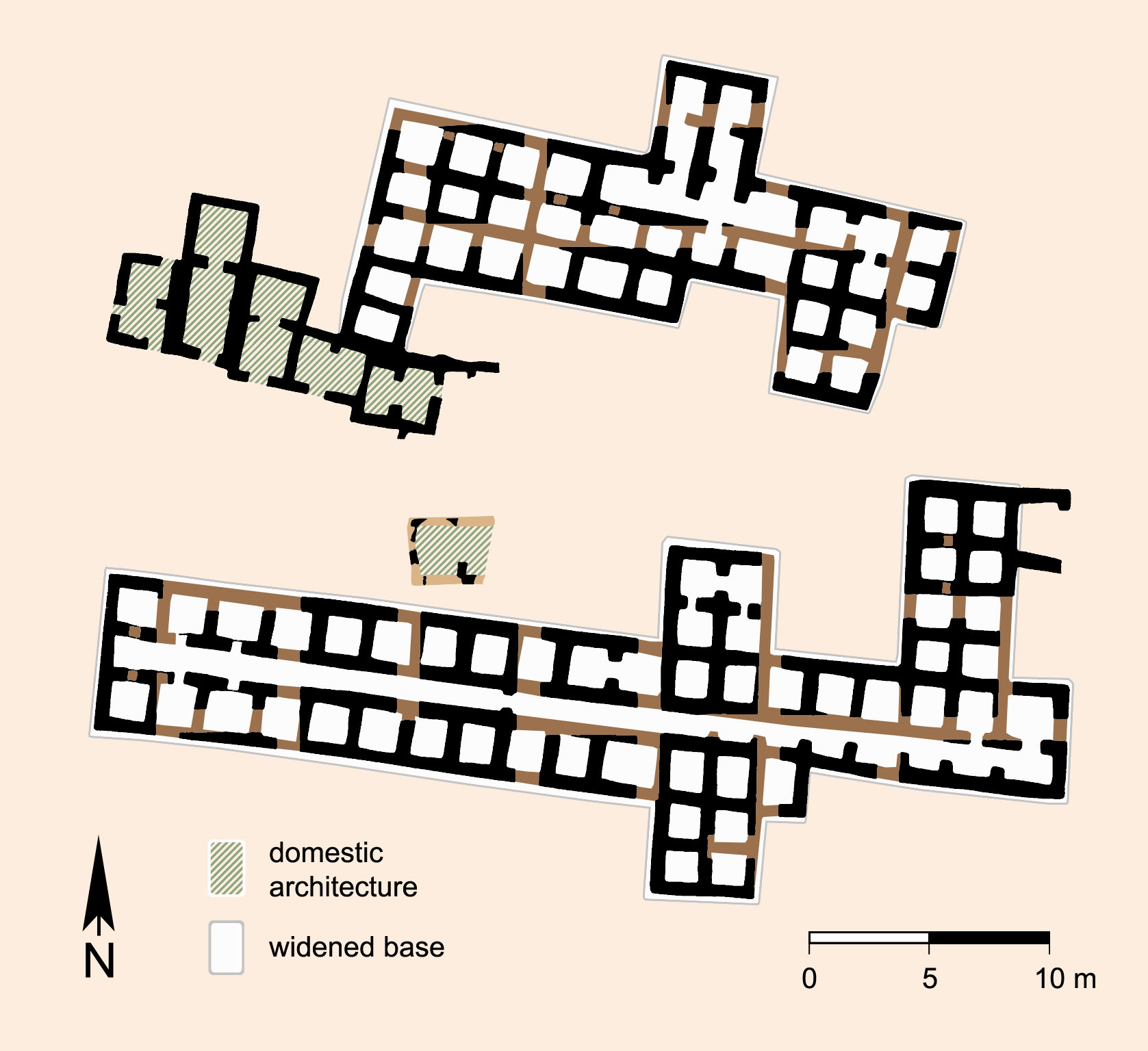
opslagruimtes in Umm Dabaghiyah

De mensen van de Umm Dabaghiyahcultuur leefden in dorpsgemeenschappen van 20 tot 30 mensen per nederzetting. De kleine, meestal rechthoekige gebouwen werden meestal gebouwd volgens de pleistermethode, waarbij het nog natte kleimateriaal uit de vrije hand werd opgestapeld tot muren, of uit aan de lucht gedroogde, handgevormde leemstenen en voegspecie. De muren en gangen van de huizen waren meestal zwaar gepleisterd, net als het interieur, bestaande uit banken, opbergnissen, planken en haarden, die aan de buitenkant van het huis waren aangesloten op een oven met een rookafvoer. Net als in Çatalhöyük was de toegang tot de kleine kamers voornamelijk via de daken, die waarschijnlijk als werkruimten werden gebruikt. Terwijl in Sotto elk huis uit een enkele kamer van 12-16 m2 bestond, hadden sommige woningen in Umm Dabaghiyah tussen de kamers kleine deuropeningen van 50-74 cm hoog waar men door kon kruipen. Er was ook functionele architectuur zoals opslaggebouwen, putten voor het bakken van aardewerk of zwaar gepleisterde kuipachtige constructies met afwateringskanalen, vermoedelijk gebruikt als bassins voor het looien van huiden.
De voedselvoorziening kwam grotendeels van regengevoede landbouw, met behulp waarvan emmer, eenkoren, naaktgerst (Hordeum vulgare), erwten en linzen werden verbouwd. Een uitzondering hierop was de nederzetting Umm Dabaghiyah, die blijkbaar was opgezet voor grootschalige jacht op wilde dieren. Gazellen, onagers, wilde zwijnen, oerossen, hyena's, wolven, konijnen en vogels werden gejaagd met behulp van gespecialiseerde methoden (netten, valkuilen). De gedomesticeerde dieren waren voornamelijk schapen en geiten, maar ook runderen, varkens en honden.

## Muurschilderingen en begrafenissen
Bewijs voor het dagelijks leven en de immateriële identiteitskenmerken van deze mensen wordt bijvoorbeeld geleverd door met rode oker beschilderde afbeeldingen op de binnenmuren van de huizen in Umm Dabaghiyah. Ze stellen vermoedelijk achtervolgings- en jachtscènes voor met wilde ezels, met behulp van haken en netten. Andere fresco's tonen golvende lijnen, mogelijk een afbeelding van gieren die landen, en een ander ook uit golvende lijnen en stippen bestaand motief genaamd spiders and eggs.
Negen graven die in Sotto zijn opgegraven, geven informatie over hoe mensen uit de Proto-Hassuna-periode met de dood omgingen. Ze waren allemaal direct onder de vloer van het huis of in de buurt van het huis geplaatst. Acht van deze begrafenissen waren van kinderen tussen 1 tot 3 jaar. De lichamen werden meestal in stukken gedeeld voordat ze werden begraven, zodat ze in vaten of ondiepe kuilen konden worden geplaatst. Twee van deze graven bevatten grafgiften in de vorm van vaten met dierlijke botten en sieraden, waaronder lapis lazuli-kralen en een kromgetrokken koperen plaat.